# ريويتشي هيروشيغه
ريويتشي هيروشيغه (باليابانية: 平繁 龍一) (15 يونيو 1988 في هيغاشيهيروشيما في اليابان – )؛ هو لاعب كرة قدم ياباني سابق كان يلعب كمهاجم.

## وصلات خارجية
- ريويتشي هيروشيغه على موقع الاتحاد الدولي (مؤرشف)  (الإنجليزية)
- ريويتشي هيروشيغه على موقع رابطة كرة القدم اليابانية للمحترفين (اليابانية)
- ريويتشي هيروشيغه على موقع قاعدة بيانات كرة القدم.إي يو (الإنجليزية)
- ريويتشي هيروشيغه على موقع Soccerway.com (الإنجليزية)
- ريويتشي هيروشيغه على موقع عالم كرة القدم.نت (الإنجليزية)